# Rifampicină
Rifampicina sau rifampina este un antibiotic din clasa rifamicinelor, fiind utilizat în tratamentul unor infecții bacteriene. Cele mai importante infecții tratate, datorită spectrului extins pe Mycobacterium, sunt: tuberculoza, infecțiile cu Mycobacterium avium complex, lepra și boala legionarilor. Căile de administrare disponibile sunt intravenoasă și orală.
Rifampicina a fost descoperită în anul 1965 și a fost aprobată în Statele Unite pentru uz medical în anul 1971. Se află pe lista medicamentelor esențiale ale Organizației Mondiale a Sănătății.

## Reacții adverse
Probleme gastrointestinale.